# Konstantin Päts
Konstantin Päts (Tahkuranna, 1874. február 13. – Burasevo, 1956. január 18.) Észtország legbefolyásosabb politikusa volt a két világháború közötti független Észtországban. Öt alkalommal töltötte be (1921–1922, 1923–1924, 1931–1932, 1932–1933 és 1933–1940. között) az államfő pozícióját.

## Fiatalkora
Apja észt, anyja észt-orosz származású volt, akinek kedvéért apja áttért az ortodox hitre, s gyermekeiket is ebben  a hitben nevelték. A Tartui Egyetemen szerzett jogi végzettséget. Ezután – mivel Észtország ekkor az Orosz Birodalom része volt – orosz katonai szolgálatot teljesített Pszkovban.

## Politikai pályafutásának kezdetén
Mint vidékről származó fiatal ügyvéd tevékenységét Jaan Poska mellett kezdte el, aki később Tallinn polgármestere, majd az Észt Autonóm Kormányzóság vezetője lett. Ekkor kezdődött el hosszas, évtizedeken át tartó viaskodása Jaan Tõnissonnal, aki szintén az észt nemzeti tudat egyik meghatározója volt. 1901 októberében jelent meg Tallinnban a Päts által alapított Teataja (Tudósító) első száma, mely 1905-ben szűnt meg. A két politikus és újságíró között (Tönisson Postimees (Postás) címen jelentett meg újságot) jelentős nézetkülönbségek álltak fenn, mely elsősorban a két politikus eltérő egyéniségéből fakad. Tõnisson a békés haladást, a nemzet békés építését hirdette kulturális és politikai téren egyaránt. Päts inkább gazdasági oldalról közelítette meg a nemzetté válás problémakörét. A Postimeesszel szemben a Teataja osztályharcos alapokon állt az észtek gazdasági érdekeit igyekezett képviselni. Tönisson a békés átmenetet híve volt, míg Päts minél gyorsabban, akár harc útján is el akarta érni az észt függetlenséget. 1905-ben Päts az 1905-ös orosz forradalom mellé állt, míg Tõnisson és a Postimees fellépett az erőszakos cselekedetek ellen, és a forradalmat orosz belügynek igyekezett beállítani. Ekkor újságját betiltották, s őt magát halálra ítélték, ami miatt külföldre menekült Svájcba, majd 1906-ban Finnországban telepedett le. 1908-ban költözött a Szentpétervárhoz közeli, de akkor finn területen lévő Ollilaba, ahol Peterburi Teataja (Szentpétervári közlöny) címen újságot alapított. 1916-ban tért vissza Észtországba, ahol katonatisztként szolgált, majd megválasztották az észt katonaság legfelsőbb bizottságának elnökévé. 
Az 1917-es októberi orosz forradalom zűrzavarai, valamint az 1918-ban megkötött breszt-litovszki béke Észtország részére bizonyos szintű függetlenséget jelentett, s egy platformra hozta a politikai ellenfeleket. Később a forradalmi Oroszország vezetése felmondta ezt a békét, s a kommunisták a cári Oroszország örököseinek tekintve magukat, megindították csapataikat Észtország területe felé. Az észt csapatok ellenállását Johan Laidoner tábornok szervezte meg.

## A függetlenségtől Päts puccsáig
Több éves küzdelem után 1920. március 30-án Szovjet-Oroszország és Észtország aláírta a tartui békét, amely kinyilvánította Észtország függetlenségét. Ekkor az ország parlamenti demokráciára rendezkedett be. Az észt belpolitikai helyzet a sok kis párt létezéséből adódóan igen instabil volt. Az ország vezetője, a különféle politikai felállások miatt hol Päts, hol pedig Tõnisson volt. A gyakorlatilag évenként történő váltások miatt, Észtország kormánya gyakorlatilag tehetetlen volt. Ehhez hozzájött az is, hogy az alkotmányozás körüli csatározásokban két alkotmánytervezet is elbukott. Emellett pedig új politikai erő is feltűnt a szabadságharcosok mozgalma, mely bírálta a szerinte korrumpálódott politikai elitet, és a diktatórikus kormányzás igénylése felé igyekezett tolni a közhangulatot. Mindezek után, s ennek hatására 1934. március 12-én Päts a katonaság támogatásával államcsínyt hajtott végre.

## A hallgatás időszaka
Az államcsínnyel egy időben Észtországban hadiállapotot vezettek be, betiltották a szabadságharcosok szervezetét, vezetőiket letartóztatták. A politikai elit ezt a lépést egyhangúlag támogatta, mivel arra gondoltak, hogy a helyzet konszolidálása után Päts visszaállítja a demokratikus politikai rendet. A vitákat megelégelő Päts azonban feloszlatta az országgyűlést. Ezt a lépést nevezzük a hallgatás időszakának kezdetének, mely 1938-ig tartott. A politikai pártokat megszüntették, mindössze egyetlen párt működött, a Haza Szövetség. Korlátozták a sajtó- és szólásszabadságot is (elvették Tõnissontól a Postimeest is). Pártok helyet az embereket a mesterségek, hivatások szerinti kamarákba szervezték. 17 kamara jött létre. Ezeknek központi képviseletét 1935-től az Állami Gazdasági Tanács látta el. Mindezek ellenére, vagy ennek hatására (a vélemények ez ügyben megoszlanak) az észt gazdaság ebben az időszakban fellendült.
1938-ban új alkotmányt hirdettek ki, de mindössze államfői rendeletben tették közzé. A korábbi egy kamarás parlament két kamarássá változott, s felsőházába a különböző foglalkozások képviselői és az államfő jelöltjei kerültek be, az alsóházba pedig csak egyetlen szervezet képviselői ülhettek be. Meghirdették az un. vezérelt demokráciát. 1938-ban az új alkotmány kihirdetésével Päst Észtország elnöke lett.

## A függetlenség elvesztése
Az 1939. augusztus 23-án aláírt Molotov–Ribbentrop-paktum lényegében megpecsételte Észtország sorsát. 1939. szeptember 24-én a Vörös Flotta blokád alá vette az észt kikötőket és szovjet bombázók kezdtek őrjáratozni Tallinn és környéke felett. Az észt kormány arra kényszerült, hogy szerződésben katonai támaszpontokat engedjen át a Szovjetuniónak 25 000 katona állomásoztatására a „kölcsönös védelem” érdekében. 1940. június 12-én a szovjet Balti Flotta Észtország teljes katonai blokádjába kezdett. 1940. június 14-én, miközben a világ figyelme Párizs egy nappal korábbi elestére összpontosult, szovjet katonai repülőgép lelőtte a „Kaleva” finn utasszállító repülőgépet, amely Tallinnból Helsinkibe vitt volna három amerikai diplomatát. 1940. június 16-án a Szovjetunió megkezdte Észtország megszállását. A Vörös Hadsereg június 17-én észtországi laktanyáiból vonult az észt utcákra. Másnap további 90 000 katona érkezett. 1940. június 17-én az észt kormány az elsöprő szovjet túlerő láttán harc nélkül lemondott, megelőzve ezzel a nyílt háborút és a vérontást. 1940 augusztusában Észtországot Észt Szovjet Szocialista Szövetségi Köztársaság néven formálisan is betagolták a Szovjetunióba.
Nem sokkal később német csapatok 1941 júliusában érték el az észt területeket. Bár ekkor még reménykedtek abban, hogy esetleg a függetlenség visszaállítható, de ez a remény hiábavaló volt.

## A rabság évei

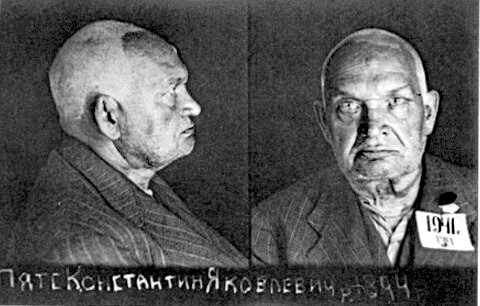
Päts, mint szovjet rab

A szovjet megszállás kezdetén Pätset házi őrizetbe helyezték, Leningrádba, onnan pedig Ufába szállították, nem sokkal később börtönbe zárták. 1952-ben átszállították egy börtönkórházba. 1954-ben Észtországba vitték egy pszichiátriai intézetbe, mivel őrültnek nyilvánították, mert ragaszkodott ahhoz, hogy ő Észtország elnöke. Hazatérésének híre nyugtalanságot keltett, ezért ezután végleg elszállították Észtországból. Utolsó éveit Burasevóban töltötte egy pszichiátriai intézetben. 1956-ban, 82 éves korában hunyt el. Az észt függetlenség visszanyerése után sírját megkeresték és feltárták. Konstantin Pätset 1990. október 21-én Tallinnban újratemették.

## Állami megbízatásai
A miniszterek tanácsának elnöke
- 1918.02.24. – 1918.11.12.

Vezető miniszter
- 1918.11.12. – 1919.05.08.

Miniszterelnök
- 1921.01.25. – 1922.11.21.
- 1923.08.02. – -1924.03.26.
- 1931.02.12. – 1932.02.19.
- 1933.10.21. – 1934.01.21.

Államfő
- 1934.01.21. – 1937.09.03.

Megbízott elnök
- 1937.09.03. – 1937.04.24.

Elnök
- 1938.04.24. – 1940.06.17.

## Fordítás
- Ez a szócikk részben vagy egészben  a   Konstantin Päts című angol Wikipédia-szócikk fordításán alapul.  Az eredeti cikk szerkesztőit annak laptörténete sorolja fel. Ez a jelzés csupán a megfogalmazás eredetét és a szerzői jogokat jelzi, nem szolgál a cikkben szereplő információk forrásmegjelöléseként.